# Raphia regalis
Raphia regalis es una especie perteneciente a la familia de las palmeras (Arecaceae).

## Distribución y hábitat
Es originaria de África (Angola, Camerún, República del Congo, Gabón y Nigeria). Su hábitat natural son los bosques húmedos tropicales y subtropicales. Es una especie amenazada por pérdida de hábitat.

## Descripción
Presenta hojas pinnadas, las que pueden llegar hasta una longitud de 25,11 metros, las más largas del reino vegetal. Es una especie diclino monoica, es decir que cada individuo desarrolla tanto flores masculinas como femeninas.

## Taxonomía
Raphia regalis fue descrito por Oberm. & Strey  y publicado en Webbia 3: 125 1910.
Etimología
Raphia: nombre genérico derivado del nombre vernáculo malgache, rofia.
regalis: epíteto latino que significa "real".
Sinonimia
- Raphia insignis Burret (1942).[5]